# Pseudognaphalium richardianum
Pseudognaphalium richardianum là một loài thực vật có hoa trong họ Cúc. Loài này được (Cufod.) Hilliard & B.L.Burtt miêu tả khoa học đầu tiên năm 1981.